# Coda (együttes)
A Coda zenekar magyar rockzenekar, mely saját számokat és feldolgozásokat játszik több, mint húsz éve, Rudán Joe vezetésével, aki sokáig a Pokolgép zenekar frontembere is volt. A Coda zenekart 1988-ban alapították Pécsett, Led Zeppelin emlékzenekarként, de később játszottak Deep Purple-t is. A Hobo Blues Band előzenekaraként váltak ismertté országszerte. A zenekarban a tagok sokszor cserélődtek és 2000 után egyre kevesebbet lehetett őket koncerten hallani.
1999-ben magyar nyelvű saját dalaikkal jelent meg első és eddigi egyetlen albumuk a győri Nephilim kiadó gondozásában. A Coda a pécsi Ifjúsági házban tartotta négy órás, jubileumi huszadik születésnapi koncertjét.
Több évi szünet után új felállásban játszanak 2012.óta, de a "dal ugyanaz maradt". Az új felállás: Rudán Joe ének, Gyenes Attila (Süni) basszusgitár/billentyűsök, Tóth László (Rudán Joe Akusztik is) gitár, Matus Péter dobok. Néha még egy-egy koncerte beszáll Makovics Dénes. 2014-ben mindannyian közreműködtek Rudán Joe első szólóalbumán, ami Én ez vagyok címmel jelent meg. A zenekar jogutódja a Rudán Joe Band.

## Diszkográfia
- Coda (1999)